# Hayes (Bromley)
Pour les articles homonymes, voir Hayes.
Hayes est une zone anglaise située au sud-est de Londres, dans le borough londonien de Bromley.